# Lycaena turcicus
Lycaena turcicus är en fjärilsart som beskrevs av Gerhard 1853. Lycaena turcicus ingår i släktet Lycaena och familjen juvelvingar. Inga underarter finns listade i Catalogue of Life.